# Aberystwythi vár
Aberystwyth vára (walesi nyelven Castell Aberystwyth) egy ma már romos középkori erőd, melyet a 13. század végén emeltek. Az építkezés I. Eduárd első hódító hadjárata idején kezdődött, és párhuzamosan folyt a flinti, rhuddlani és builth-i vár építésével.

## Építése és építészete
A ma is látható várat 1277-ben kezdték építeni. A belső vár „rombusz” alakú, koncentrikus elrendezésű, a kaputorony D alaprajzú ikertornyokkal készült. A belső várat körítőfal védte, melynek minden sarkán torony magasodott. A külső vár a kaputorony előtti barbakánból, árokból és egy szintén tornyokkal erősített körítőfalból állt.

## Története

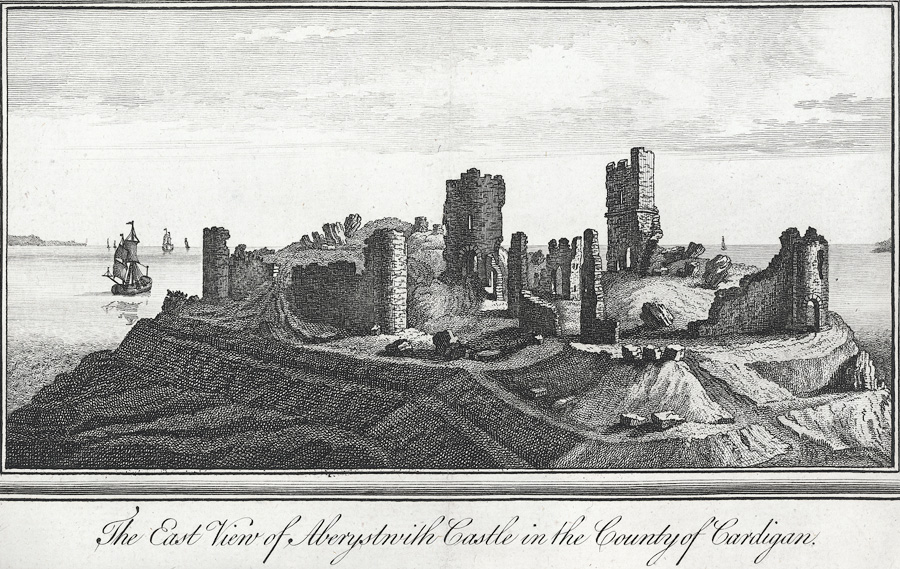
18. századi metszet a vár keleti oldaláról

A terület első várát Gilbert Fitz Richard őrgróf (Marcher Lord) emelte 1110 körül a mai helytől egy mérföldre délre. A motte-and-bailey típusú erődnek több neve is volt: Castell Tan-y-castell, Aberrheidol Castle és Old Aberystwyth. Az eredetileg földből és fából készült várat később kőből megerősítették. 1136-ban Owain Gwynedd, Gwynedd királya foglalta el. Ezek után a vár többször is gazdát cserélt, míg végül 1221-ben Nagy Llywelyn kezére került. Llywelyn lerombolta a régi várat és helyére újat emeltetett.
I. Eduárd legyőzte Llywelynt és 1277-ben egy harmadik vár építésébe kezdett. Még nem készült el, amikor a walesiek 1282-ben lerohanták és felgyújtották. Az ezt követő munkálatokat James de Saint George felügyelte, az erőd építését 1289-ben fejezték be. 1294-ben, Madog ap Llywelyn lázadása idején, a walesiek hosszan ostromolták.
Az írásos emlékek szerint a vár 1343-ra már elég rossz állapotban volt. Többek között ennek volt köszönhető, hogy Owain Glyn Dŵr felkelése során 1404-ben könnyedén elfoglalta. Egészen 1408-ig az ő kezén volt, ekkor a későbbi V. Henrik kaparintotta vissza az angoloknak. A vár hadászati szempontból a későbbiekben sem játszott fontos szerepet. Valamilyen kormányzati feladatot mégis ellátott, 1637-ben I. Károly a Királyi Pénzverdének adta a várat amely itt ezüstshillingeket vert a polgárháborúig. Az angol forradalom idején rendkívül rossz állapota miatt semelyik fél nem használta, ám 1649-ben, a köztársaságpártiak végleg lerombolták.

## Napjainkban
A várat napjainkban a városi tanács kezeli, turisták számára látogatható.

## Fordítás
Ez a szócikk részben vagy egészben  az    Aberystwyth Castle  című angol Wikipédia-szócikk ezen változatának fordításán alapul.  Az eredeti cikk szerkesztőit annak laptörténete sorolja fel. Ez a jelzés csupán a megfogalmazás eredetét és a szerzői jogokat jelzi, nem szolgál a cikkben szereplő információk forrásmegjelöléseként.